# 1911 في الأوروغواي
فيما يلي قوائم الأحداث التي وقعت خلال عام 1911 في الأوروغواي.

## سياسة

### تعيين في المنصب
- 1 مارس – جوزيه باتل ي أوردونيز رئيس الأوروغواي.

## رياضة
- 1 يناير – الدوري الأوروغواياني لكرة القدم 1911 الفائز نادي كريكت سكة حديد أوروجواي الوسطى.

## مواليد

### مارس
- 28 مارس – لويس أوتيرو ممثل أرجنتيني.

### نوفمبر
- 22 نوفمبر – خوان بريغاليانو ملاكم أوروغواياني.